# サトシ・ナカモト
サトシ・ナカモト（Satoshi Nakamoto）は、ビットコインプロトコルと、そのリファレンス実装であるビットコインコア (Bitcoin Core/Bitcoin-Qt) を作ったことで知られる。名前が本名であるかどうかは確認されていない。
非公式に報道や解説記事などで「中本哲史」という漢字表記が紹介されることがある。ビットコインプロジェクトウェブサイト掲載の日本語版論文の著者名の表記も「中本哲史」だった。

## ビットコイン（仮想通貨・ブロックチェーン）の発明

2008年11月1日、metzdowd.com内の暗号理論に関するメーリングリストにナカモトは電子通貨ビットコインに関する論文を発表し始めた。2009年にはビットコインのソフトウェアをネット上に発表し、ビットコインの最初のマイニングを行い、2009年1月3日、運用が開始された。
ナカモトは他の開発者とともにビットコインのソフトウェアのリリースに寄与し続け、それは彼のチームやコミュニティとの接触を次第に控えるようになる2010年半ばまで続いた。この頃、彼は次第にソフトウェアのソースコードリポジトリの管理などをギャヴィン・アンドレセンに任せるようになり、やがてプロジェクト管理までをも引き渡した。また同じ時期、 Bitcoin.orgなどといったいくつかのドメインの管理をビットコインのコミュニティ内のメンバーに引き渡した。
ナカモトはプロジェクトから退いた後、10年以上オンラインで活動しておらず、現在も正体は不明である。彼のビットコインは10年以上手付かずのままで放置されている。ナカモトは100万～110万BTCをマイニングにより、保有したと考えられている。
彼の名を記念して、1億分の1ビットコインにあたるビットコインの最小単位が「satoshi（またはSatoshi）」と名付けられている。

## 正体をめぐる推測
サトシ・ナカモトの正体を巡っては、ナカモト名義で公表・投稿された過去の論文、メーリングリスト、e-mailなどのやりとりなどを根拠にして、さまざまな推測や憶測や分析がされている。
そもそもこの名前が登場したのは2008年11月1日、あるサーバのメーリングリストに、「Satoshi Nakamoto」という執筆名で、新しいデジタル通貨に関する論文がアップロードされた時である。その論文がアップロードされた時点では、メーリングリスト参加者の誰も「Satoshi Nakamoto」などという名前を聞いたこともなかった。Benjamin Wallaceは2011年時点で、「Satoshi Nakamoto」をGoogle検索しても情報が得られないため明らかに仮名（偽名）だと述べた。
「Satoshi Nakamoto」のものとして表示されていたe-mailアドレスは、ドイツのフリーのメールサービスのものだった。
彼のビットコインに関する最初のソフトウェアは共同作業によるものと推測されており、このため、サトシ・ナカモトとは特定の個人ではなく、あるグループが共有して使っている偽名だ、と推定している人もいる。
ソースコード中のコメントやフォーラムへの投稿に時おり使用されるイギリス英語の綴りやイディオム（例えば"bloody hard"といった表現）の使い方がナカモト、もしくは少なくともナカモトであると主張するグループの一個人を推測させるヒントになるという見方もされ、その場合、イギリス英語を使う人だと推定している人もいる。
スイスのプログラマーでコミュニティにおける活発なメンバーでもあるステファン・トーマスは、ナカモトがビットコインのフォーラムに投稿した時間帯をグラフ化した（その数は500件以上にものぼる）。その結果、グリニッジ標準時で午前5時から11時（日本時間で14時から20時）のあいだ、ほぼ投稿がないことが明らかとなった。土曜日や日曜日でもこのパターンは当てはまっており、つまりこの時間帯はナカモトの睡眠時間なのではないかと推測された。もしナカモトが個人であり普通の睡眠習慣の持ち主であるなら、彼が住んでいるのはUTC−05:00もしくはUTC−06:00の地域と推測される。これは北米の東部標準時や中部標準時、中央アメリカの西インド諸島や南米が当てはまる。
ナカモトの正体については様々な説が浮上した。ここでは有名なものを挙げる。
- ハル・フィニー

サトシ・ナカモトから最初のビットコイン取引を受けた人物であり、同名の日系プログラマーであるドリアン・サトシ・ナカモトと同じカリフォルニア州テンプルシティの近所に住み、ビットコインプロトコルの前身であると考えられているビットゴールドプロジェクトの限られたメンバーでもある（ビットコインはその類似性からビットゴールドを元にビットゴールドのメンバーによって作られたと考えられている）。さらにサトシ・ナカモトがweb上から徐々に姿を消していく時期とハル・フィニーがALSを患い亡くなるまでの時期が同時期であり、ハル・フィニーの死後にサトシ・ナカモトが現れていないことから、ハル・フィニーのサトシ・ナカモト説が考えられている。しかし、本人に直接取材したジャーナリストはフィニーがナカモトとやり取りしたメールを確認している。
- 2011年、ジョシュア・デービス（英語版）は雑誌ザ・ニューヨーカーの記事の中で、ナカモトの正体について多くの可能性から、フィンランドの経済社会学者Vili Lehdonvirtaと、ダブリンのトリニティ・カレッジにて暗号理論を研究したアイルランドの学生Michael Clearに絞り込んだと主張した[21]。両者ともにナカモトではないと強く主張している[22][23]。
- 2011年10月、調査ジャーナリストのアダム・ペネンバーグ（英語版）はナカモトとはニール・キング、ウラジミール・オクスマン、そしてチャールズ・ブライのことであるとする間接証拠について言及[24]。それには、2008年に彼らが出願した特許の出願書類が含まれていた[25]。ペネンバーグが3人に接触した時、彼らは全員ナカモトであることを否定した[24]。
- ジェド・マケーレブがナカモトの正体ではないかと言われたことがある[26]。マケーレブはファイル共有サービスOvernet、eDonkey2000（英語版）の創始者であり、ビットコインの取引所マウントゴックス (Mt. Gox) の設立者でもある。かつてはビットコインを強力に支え、後に他のデジタル通貨・リップル (Ripple) を発展させるための会社リップル・ラボを共同設立した[27]。
- テキサスのセキュリティー研究者であるダスティン・D・トランメルはナカモトであると推測されたが、公的に否定している[28]。
- 2013年12月、ニック・サボー（英語版）は逆テキスト分析で関係があるとされた[29]。サボは非集中的な通貨システムに熱心で、「ビットゴールド」についての論文を出したこともある[30]。これはビットコインの前身と考えられた[31]。
- 2014年3月、ジャーナリストのリア・マグラース・グッドマン（英語版）は雑誌ニューズウィークの記事において、アメリカ合衆国カリフォルニア州のテンプルシティに住み、出生名がサトシ・ナカモトであった、現在64歳のドリアン・プレンティス・サトシ・ナカモトこそが話題のサトシ・ナカモトであると述べた[32][33][34]。しかし、ドリアン・ナカモトはこれを否定[35]。ニューズウィーク誌は間違って引用したとし[36]、彼がかつて関わっていた国家機密の技術系の仕事について「私はもはや関係ないので議論できない」と語った部分を誤用しているとした。また同日、ナカモトがP2P財団に自身のアカウントで3年ぶりのメッセージを投稿したが、「私はドリアン・ナカモトではない」と述べている[37][38][39]。ただ、ドリアン・ナカモトはハル・フィニーとは近所に住んでおり親交もあったことから、サトシ・ナカモトという名前を考案するうえで参考にされた可能性がある。
- 2016年5月2日に、オーストラリアの起業家クレイグ・スティーブン・ライト（英語版）が自らがナカモトであると報道機関に対し名乗り出た。その証拠として、本物のサトシ・ナカモトしか知り得ないはずの暗号キーを使って電子署名をしてみせたが、のちに偽装であることが判明した[40][41][42][43][44]。ライトがビットコインの仕組みを書いた書類（ホワイトペーパー）の著作権を主張し始めたため2021年4月に仮想通貨特許同盟(COPA)がライトをイギリスの高等法院に提訴し[45]、高等法院は2024年3月14日にライトはサトシ・ナカモトではないとする判決を言い渡した[46]。
- 2019年4月、ジョン・マカフィーがナカモトの正体を知っていると主張した[47]。
- 2024年10月9日、HBOのドキュメンタリー番組 "Money Electric: The Bitcoin Mystery" [48]で、ビットコインの開発を担うカナダのソフトウェア開発者であるピーター・トッドがサトシ・ナカモトであると考察がされたが[49]、本物である証拠は提示されなかった[50]。
- 2024年11月1日、アルゼンチンで開催されるビットコインやブロックチェーンをテーマとするカンファレンス "LABITCONF" でサトシ・ナカモトが正体を明かすと告知し[50]、同日の会議では「我々全員がサトシである」と宣言した[51]。

### 日本人説
オンラインのSatoshi Nakamoto自身が書き込んだプロフィール紹介では、「日本で暮らしていたことがある」と書かれていた。また、一部の日本のメディアがナカモトを「謎の日本人」と紹介することがある。
しかし、ナカモトの英語は流暢であり、イディオム（熟語）の繋ぎかたも英語のネイティブスピーカー（母語話者）のものであり、彼を日本人だと見なす説はかなり疑わしい。
2013年5月にテッド・ネルソンが、ナカモトが日本の数学者望月新一であると主張した。ジ・エイジ紙によれば、望月はこれを否定した。

### 初期のメールの公開
2024年2月、仮想通貨企業による非営利団体「仮想通貨オープン特許同盟」（COPA=Cryptocurrency Open Patent Alliance）が、ビットコインのホワイトペーパーの著作権が自分にあると主張するクレイグ・スティーブン・ライトに対し提起した訴訟の一環として、ビットコイン初期開発者であり貢献者でもあるマルティ・マルミによってナカモトの260通に及ぶEメールが公開された。これにより、ナカモトのビットコインの設計思想がより詳細に明らかになった。